# Osiedle Parkowe (Balice)
Osiedle Parkowe – osiedle w Balicach położone niedaleko pałacu Radziwiłłów.

## Ulice
- Pałacowa – ulica prowadząca od ul. Parkowej do pałacu Radziwiłłów.
- Parkowa – główna ulica osiedla. Prowadzi od ul. Radziwiłłów, przez park Pałacowy do zabytkowych szklarni położonych na tyłach osiedla.